# Фикуле
Фику̀ле (на италиански: Ficulle) е село и община в Централна Италия, провинция Терни, регион Умбрия. Разположено е на 437 m надморска височина. Населението на общината е 1735 души (към 2010 г.).